# Beata Gosiewska
Beata Barbara Gosiewska, née Jabłońska le 6 mars 1971 à Wysokie Mazowieckie, est une femme politique polonaise appartenant au parti Droit et justice. De 2011 à 2014 elle a été membre du Sénat de Pologne et elle est élue en 2014 députée européenne pour le compte des conservateurs et réformistes européens ,.

## Biographie
Elle est étudiante à l'université des sciences de la vie de Varsovie avant d'étudier les audits, le contrôle financier et la comptabilité à la Szkoła Główna Handlowa de Varsovie. Elle travaille entre autres comme directrice adjointe de l'Agence pour la restructuration et la modernisation de l'agriculture à Varsovie
Elle est veuve de Przemysław Gosiewski qui a péri dans l'accident de l'avion présidentiel polonais à Smolensk. Elle a deux enfants.